# Victor Simón
Afonso Victor Simón ( Macaé, 1 de agosto de 1916 — São Paulo, 15 de maio de 2005) foi um cantor e compositor brasileiro.
É autor de canções como Vagalume, Bom Dia, Café e O Vagabundo. Sua obra é composta por mais de 200 composições, segundo o Sindicato dos Compositores e Intérpretes do Estado de São Paulo. No Rio, "Vagalume" ganhou o carnaval de 1954.
A canção Bom Dia, Café foi apresentada em vinhetas da Rádio Tupi. A música O Vagabundo, gravada no Brasil por Altemar Dutra, recebeu versão pelos mexicanos do Trio Los Panchos e repercutiu internacionalmente. Ernesto Che Guevara dizia-se admirador de tal obra.
Victor Simón foi parceiro de diversos autores da música brasileira. Convidado por Mao Tsé-Tung, acompanhou diretamente a Revolução Cultural Chinesa. Nos anos 1960 visitou a então União das Repúblicas Socialistas Soviéticas.